# تلخی (زاوه)
تلخی روستایی در دهستان زاوه بخش مرکزی شهرستان زاوه استان خراسان رضوی ایران است. بر پایه سرشماری عمومی نفوس و مسکن در سال ۱۳۹۰ جمعیت این روستا ۳۷۰ نفر (در ۱۰۶ خانوار) بوده است.